# Wat Yai Chai Mongkon

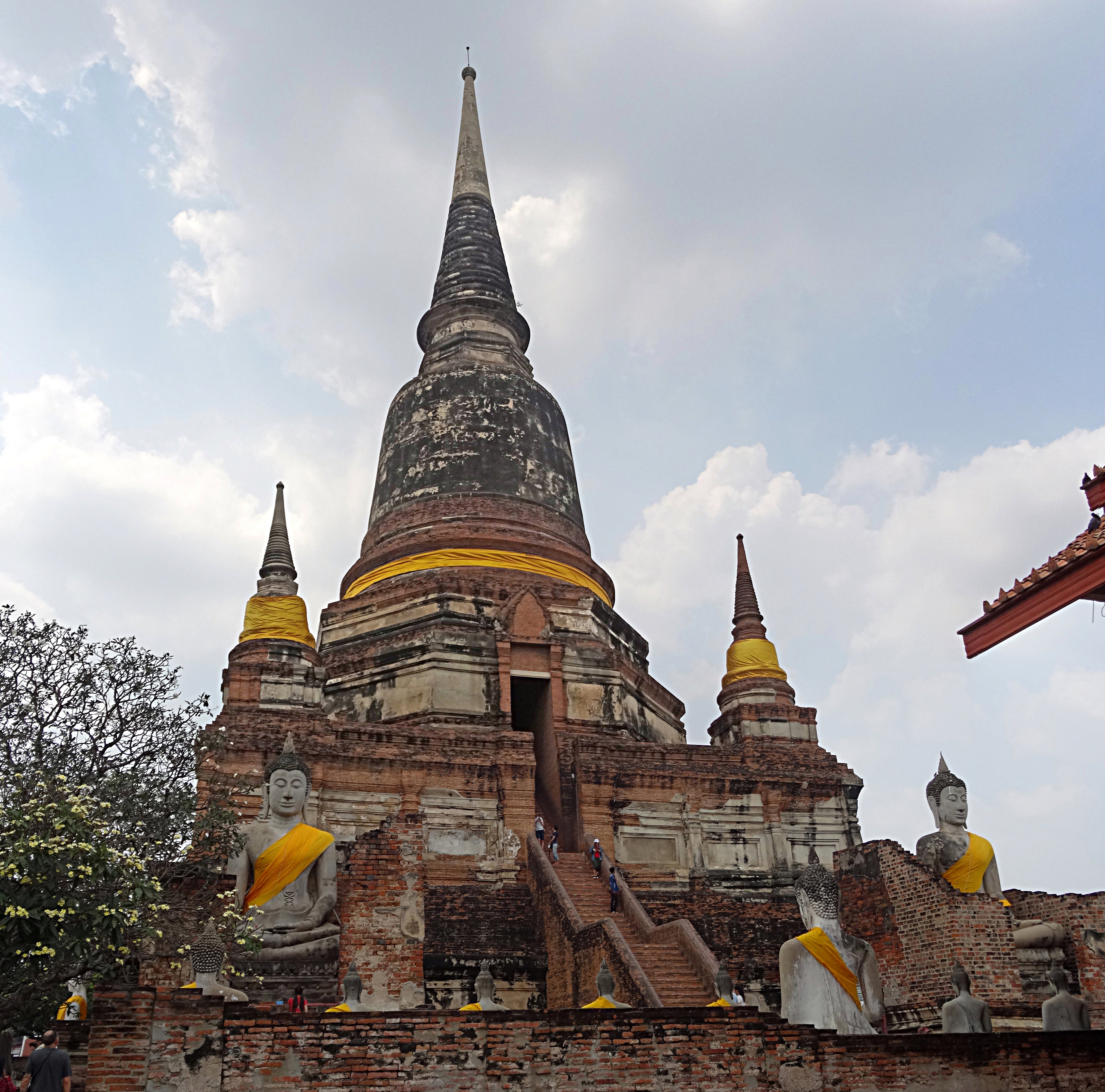
Die große Chedi des Wat Yai Chai Mongkon

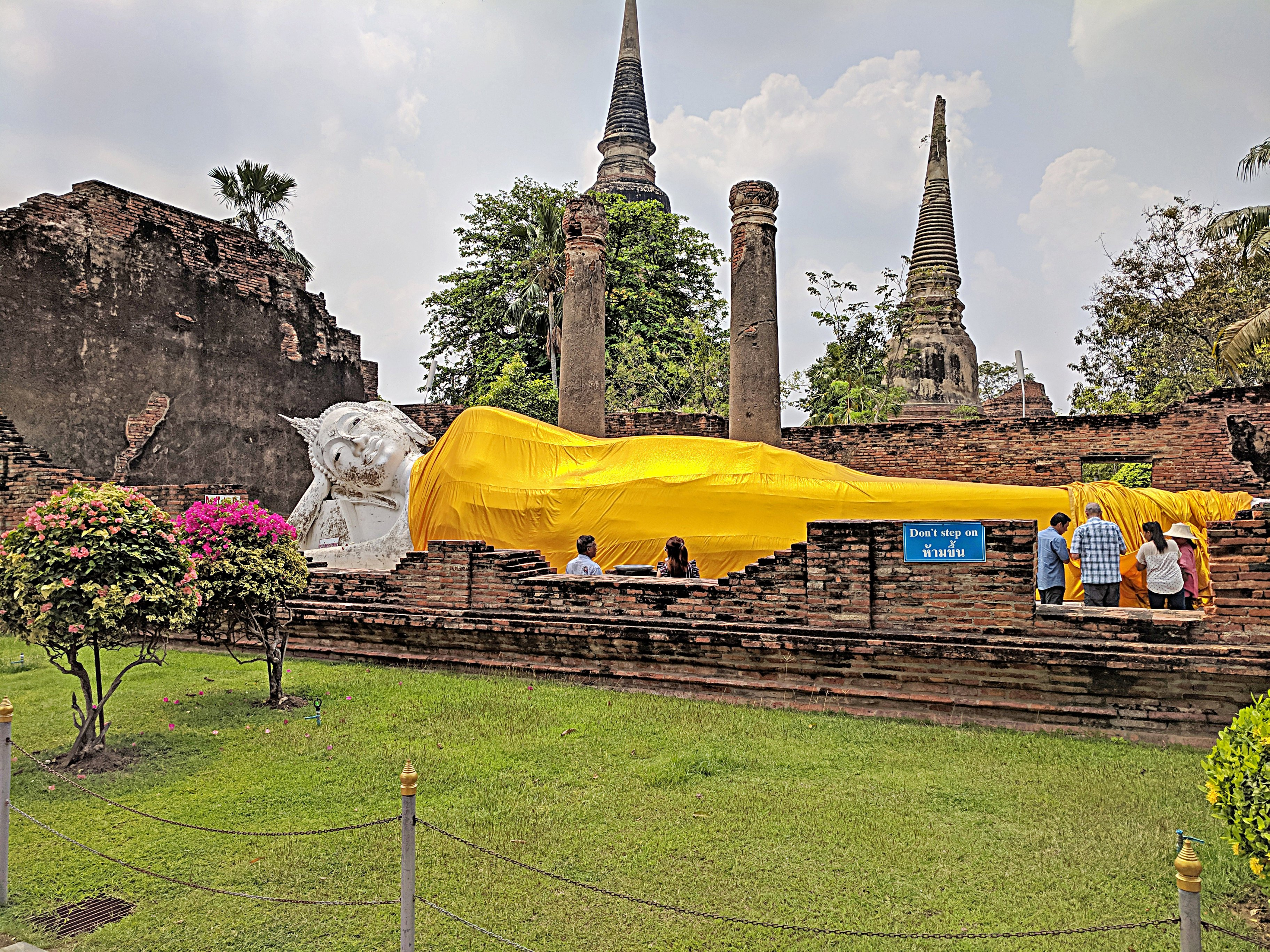
Liegender Buddha im Wat Yai Chai Mongkhon

Der Wat Yai Chai Mongkon (Mongkol, auch Wat Chao Phraya Thai; thailändisch วัดใหญ่ชัยมงคล) ist eine buddhistische Tempelanlage (Wat) in Ayutthaya in Zentralthailand.

## Lage
Der Wat Yai Chai Mongkon befindet sich südöstlich außerhalb der alten Stadtmauer von Ayutthaya an einem Seitenarm des Pa-Sak-Flusses.

## Baugeschichte
Der Tempel wurde 1357 auf Befehl von König Ramathibodi I., dem ersten Herrscher des Ayutthaya-Reiches, errichtet.
Prinz Damrong Rajanubhab, einer der führenden Geschichtsforscher Thailands, spekuliert, dass im Jahr 1592 König Naresuan der Große auf dem Gelände des Tempels einen etwa 80 Meter hohen Chedi errichten ließ zur Erinnerung an sein erfolgreiches Elefantenduell mit dem birmanischen Kronprinzen, den er getötet hatte. Jedoch Piriya Krairiksh, 1992 Präsident der Siam Society, studierte zeitgenössische Karten wie auch Berichte von Jaques de Coutre, welcher 1595 Ayutthaya besuchte, Jeremias Van Vliet, einem holländischen Chronisten und anderen. Piriya kommt zu dem Schluss, dass die große Chedi wahrscheinlich erst von König Narai im Zuge seiner Renovierung dieses Tempels zwischen 1656 und 1666 erbaut wurde.
(Siehe dazu auch: Don Chedi)
Die Chedi steht auf einem rechteckigen Sockel, an den vier Ecken stehen vier kleinere Chedis. An der Ostseite führt eine lange Treppe in eine kleine Krypta. Symmetrisch zur Chedi liegen davor die Ruinen von zwei Mondops, in denen sitzende Buddha-Statuen zu sehen sind. Ursprünglich war die Chedi von einem Phra Rabieng (überdachte, nach innen offene Galerie) umgeben, die tragenden Säulen sind zum Teil noch erhalten. Heute sitzen entlang der Einfassungsmauer zahlreiche Buddha-Statuen aus modernerer Zeit aufgereiht.
Im Viharn Phra Buddha Saiyas (Viharn des liegenden Buddha) befindet sich ein großes Bildnis des liegenden Buddha, das möglicherweise ebenfalls aus der Zeit von Naresuan dem Großen stammt. Es diente hauptsächlich der Verehrung und der Meditation. 1965 nahm man eine eingehende Renovierung des Bildnisses vor.

## Nutzung
Ramathibodi I. ließ den Bau errichten, um den von Ceylon heimgekehrten Mönchen eine Heimstätte zu bieten, nachdem sie bei Phra Vanarat Maha Thera die buddhistischen Lehren studiert hatten.

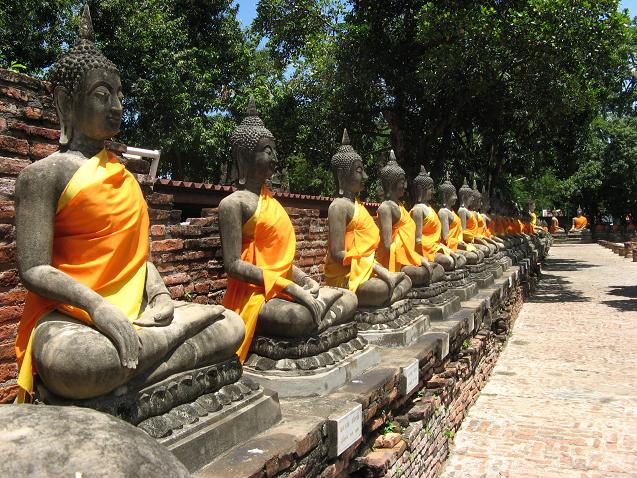
Garten des Wat Yai Chai Mongkon